# جون أنغلين
جون أنغلين (بالإنجليزية: John Anglin)‏ هو مجرم أمريكي، ولد في 2 مايو 1930 في مقاطعة ميلر في الولايات المتحدة، هرب من سجن ألكتراز في 11 يونيو 1962.